# Bazyli Albrycht Orda
Bazyli Albrycht (Albrycht Bazyli) Orda herbu Ostoja odmienna (zm. w 1667 roku) – podkomorzy piński w 1667 roku, chorąży piński w latach 1658-1666, miecznik piński w latach 1650-1658.
Poseł sejmiku pińskiego na sejm 1665 roku.